# Saint-Clément, Corrèze
Saint-Clément là một xã thuộc tỉnh Corrèze trong vùng Nouvelle-Aquitaine miền trung Pháp.